# Agostinho Patrus Filho
Agostinho Célio Andrade Patrus (Belo Horizonte, 1º de julho de 1971), conhecido como Agostinho Patrus Filho, é um político brasileiro do estado de Minas Gerais. Foi eleito deputado estadual para a 16ª  (2007 - 2011), a 17ª (2011-2015) a 18ª (2015-2019) e 19ª (2019-2023) legislaturas da Assembleia Legislativa de Minas Gerais (ALMG). Presidiu o Legislativo no biênio 2019-2020, e foi reeleito, por unanimidade, para mais dois anos de gestão à frente do parlamento mineiro – 2021-2022. Em 2022 foi indicado pela ALMG para a vaga de conselheiro do Tribunal de Contas do Estado de Minas Gerais, vindo tomar posse em 2 de fevereiro de 2023.
Além da sua vasta experiência legislativa, exerceu, no Poder Executivo, os cargos de secretário de Estado de Desenvolvimento Social e, posteriormente, de Secretário de Estado de Turismo. Foi responsável por implementar, em Minas Gerais, as principais políticas públicas dessas duas áreas, nos últimos anos. 
Agostinho Patrus é administrador de empresas e empresário dos setores agropecuário e de transportes. É graduado em Administração, pela PUC Minas, e pós-graduado em Gestão Empresarial e em Logística, pela Fundação Getúlio Vargas.
É filho do ex-deputado estadual Agostinho Patrus, que também já foi presidente da Assembleia Legislativa de Minas Gerais e da dermatologista, Orcanda Andrade Patrús. Nascida em Juiz de Fora, Dra. Orcanda foi a primeira mulher professora Catedrática da Faculdade de Medicina da Universidade Federal de Minas Gerais (UFMG) e membro da Academia Mineira de Medicina.

## Trajetória
Adveniente de uma ilustre família política de raízes libanesas, Agostinho iniciou sua vida pública antes dos 30 anos e, ao concorrer para seu primeiro cargo eletivo, em 2006, se destacou como o deputado mais bem votado do Partido Verde em todo o Brasil, com cerca de 100 mil votos. Em 2007, ao assumir sua primeira legislatura, Agostinho tornou-se membro efetivo das comissões de Redação e de Fiscalização Financeira e Orçamentária, além de líder da bancada do Partido Verde na ALMG. Em 2008, tornou-se líder do Bloco Parlamentar Social (BPS), reunindo 16 parlamentares do PV, PPS, PSB, PSC. Nesse mesmo ano, em dezembro, foi convidado a assumir a Secretaria de Estado de Desenvolvimento Social, momento em que esteve à frente da formulação, implementação e execução das principais políticas públicas da área social de Minas Gerais. 
Em 2010, foi reeleito deputado estadual, com mais de 93 mil votos - nono parlamentar mais bem votado no Estado. No ano seguinte, assumiu a Secretaria de Estado de Turismo e, em quase três anos, impulsionou o segmento por meio de ações e projetos voltados para a valorização da cultura, da gastronomia e das diversas vertentes turísticas de Minas Gerais.
Em 2014 foi eleito, pela terceira vez, deputado estadual e foi reconduzido, por mais dois anos, ao cargo de presidente estadual do Partido Verde. Em 2015, tornou-se líder do segundo maior bloco parlamentar da ALMG – Compromisso com Minas Gerais –, agregando 23 deputados de dez partidos políticos. É escolhido para ser vice-presidente da Comissão de Administração Pública, além de membro suplente das Comissões de Constituição e Justiça, de Fiscalização Financeira e Orçamentária e de Política Agropecuária e Agroindustrial.
Em 2018, Agostinho Patrus foi reeleito como deputado estadual. Já empossado, em 2019, foi eleito como presidente da Assembleia Legislativa de Minas Gerais, para o biênio 2019-2021. Escolhido por unanimidade entre os parlamentares da Casa, o deputado assumiu um cargo que já foi ocupado por seu pai, Agostinho Patrus. Em 2021, foi reconduzido para seguir na presidência da Assembleia de Minas por mais dois anos (2021-2023).
Em 7 de outubro de 2022, Agostinho foi indicado pela ALMG como conselheiro do Tribunal de Contas do Estado de Minas Gerais. Agostinho Patrus tomou posse em 2 de fevereiro de 2023, ocupando a vaga deixada pelo conselheiro Sebastião Helvécio, aposentado em novembro de 2021. Uma das marcas que o Conselheiro deixou já em seus primeiros anos na Corte de Contas, foi ter realizado uma das maiores mesas de conciliação da história do tribunal, resultando em um acordo que beneficiou mais de 600 mil usuários diários do transporte público de 34 municípios da Grande BH. O termo foi oficializado no dia 9 de setembro, na sede do mesmo tribunal. Participaram desse evento, o governador Romeu Zema, o vice-governador Mateus Simões, o presidente do TCE-MG, conselheiro Gilberto Diniz, entre outros.

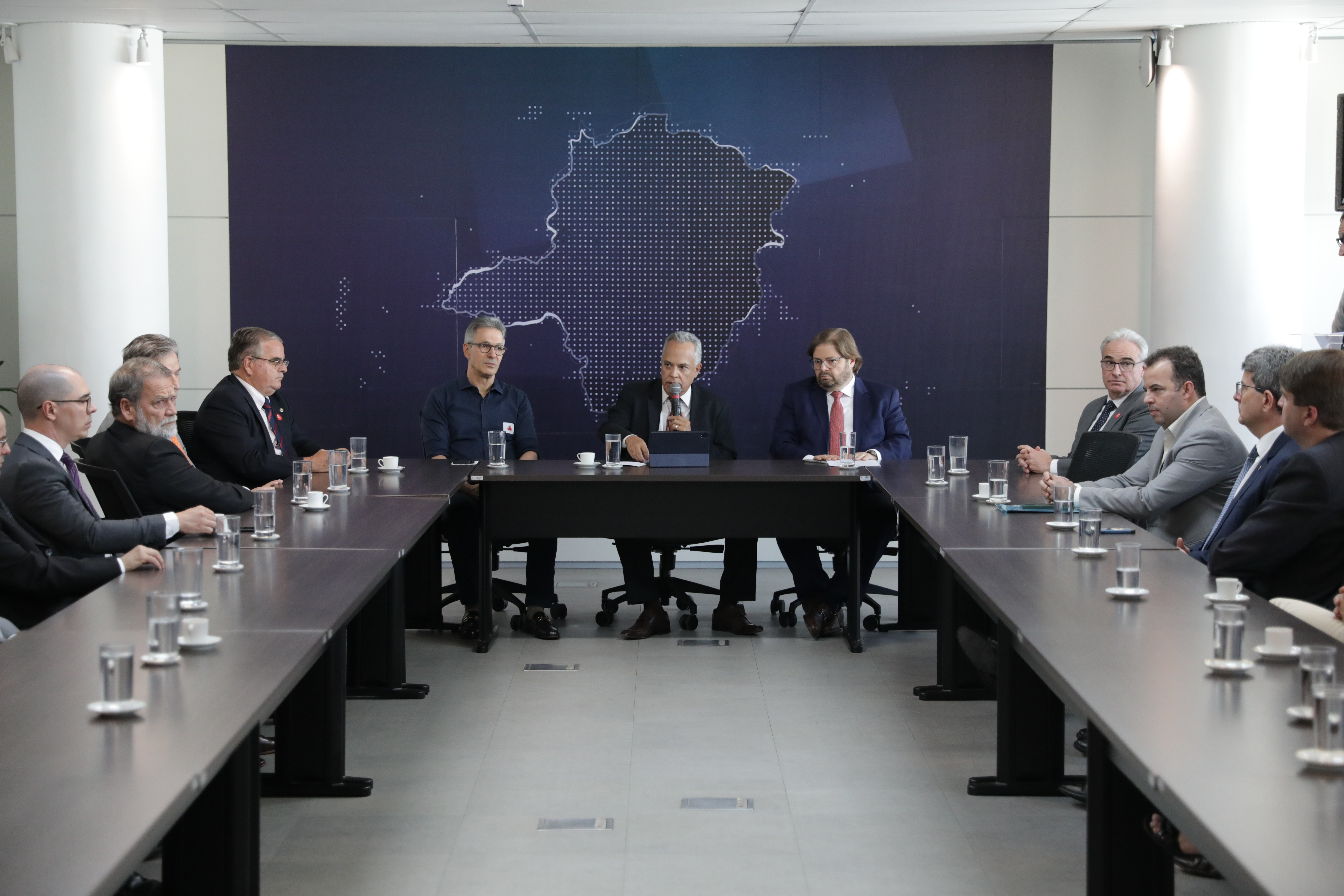
Após quase um ano de reuniões conciliatórias, o acordo liderado pelo Conselheiro Agostinho Patrus liberou mais R$ 382 milhões que está sendo investidos na aquisição de pelo menos 600 novos ônibus.

Em 18 de dezembro de 2023, o conselheiro Durval Ângelo, foi eleito presidente e o conselheiro Agostinho Patrus, vice-presidente. O conselheiro Gilberto Diniz, então Presidente, assumiu como o novo corregedor do Tribunal de Contas do Estado de Minas Gerais. A posse foi realizada no Teatro Sesiminas, em Belo Horizonte, no dia 13 de fevereiro. Presidente e Vice estarão a frente do TCE-MG até o fim de 2026.

## Condecorações

### 2007
- Medalha da Inconfidência – Medalha de Honra

### 2008
- Medalha Comemorativa dos 200 anos da Polícia Civil
- Medalha da Ordem do Mérito Legislativo – Mérito Especial
- Medalha do Ministério Público
- Medalha Francisco José Lins do Rego

### 2009
- Comenda da Escola Municipal Dr. João Batista de Rezende pela participação nos 14 anos da Instituição Escolar – Santana de Cataguases
- Medalha do Mérito Municipalista Celso Mello de Azevedo

### 2010
- Medalha Santos Dumont – Grau Prata
- Medalha do Mérito do Transporte Rodoviário de Carga Mineiro

### 2011
- Medalha Calmon Barreto
- Medalha Presidente Juscelino Kubitschek
- Placa de agradecimento da Skal pela dedicação e empenho frente à Secretaria de Estado de Turismo

### 2012
- Diploma e Medalha da “Ordem do Mérito Imperador D. Pedro II”, concedida pelo comandante geral do Corpo de Bombeiros
- Medalha Comemorativa do Dia do Estado de Minas Gerais
- Placa de agradecimento pelos préstimos concedidos ao povo itapevense como Secretário de Turismo

### 2013
- Comenda Teófilo Otoni
- Comenda da Liberdade e Cidadania
- Grande Colar de Mérito Legislativo Municipal Célio de Castro
- Placa de agradecimento da Abrasel “Parceiros da Excelência Abrasel” pela relevante atuação em prol do desenvolvimento do setor da alimentação fora do lar no Estado de MG
- Placa de agradecimento do Motoclube Esquadrão MG de Passos/MG
- Placa de agradecimento da Abav/MG pela parceria e apoio na realização do 7° Salão de Turismo

### 2014
- Medalha de Mérito Desembargador Ruy Gouthier de Vilhena
- Placa de agradecimento pela participação na consolidação dos projetos Acer
- Placa de Homenagem especial do município de São Gonçalo do Rio Preto

### 2017
- Medalha Itália-Affari
- Medalha do Sindicato dos Policiais Federais do Estado de Minas Gerais (SINPEF/MG)
- Medalha Santos Dumont – Grau Ouro

## Títulos
- Título de Cidadão Honorário de Gouveia (MG)
- Título de Cidadão Honorário de Virgínia (MG)
- Título de Cidadão Honorário de Água Boa (MG)
- Título de Cidadão Honorário de Santana do Cataguases (MG)
- Título de Cidadão Honorário de Espera Feliz (MG)
- Título de Cidadão Honorário de Tocos do Moji (MG)
- Título de Cidadão Honorário de Camanducaia (MG)
- Título de Cidadão Honorário de São Pedro do Suaçuí (MG)